# Erosie

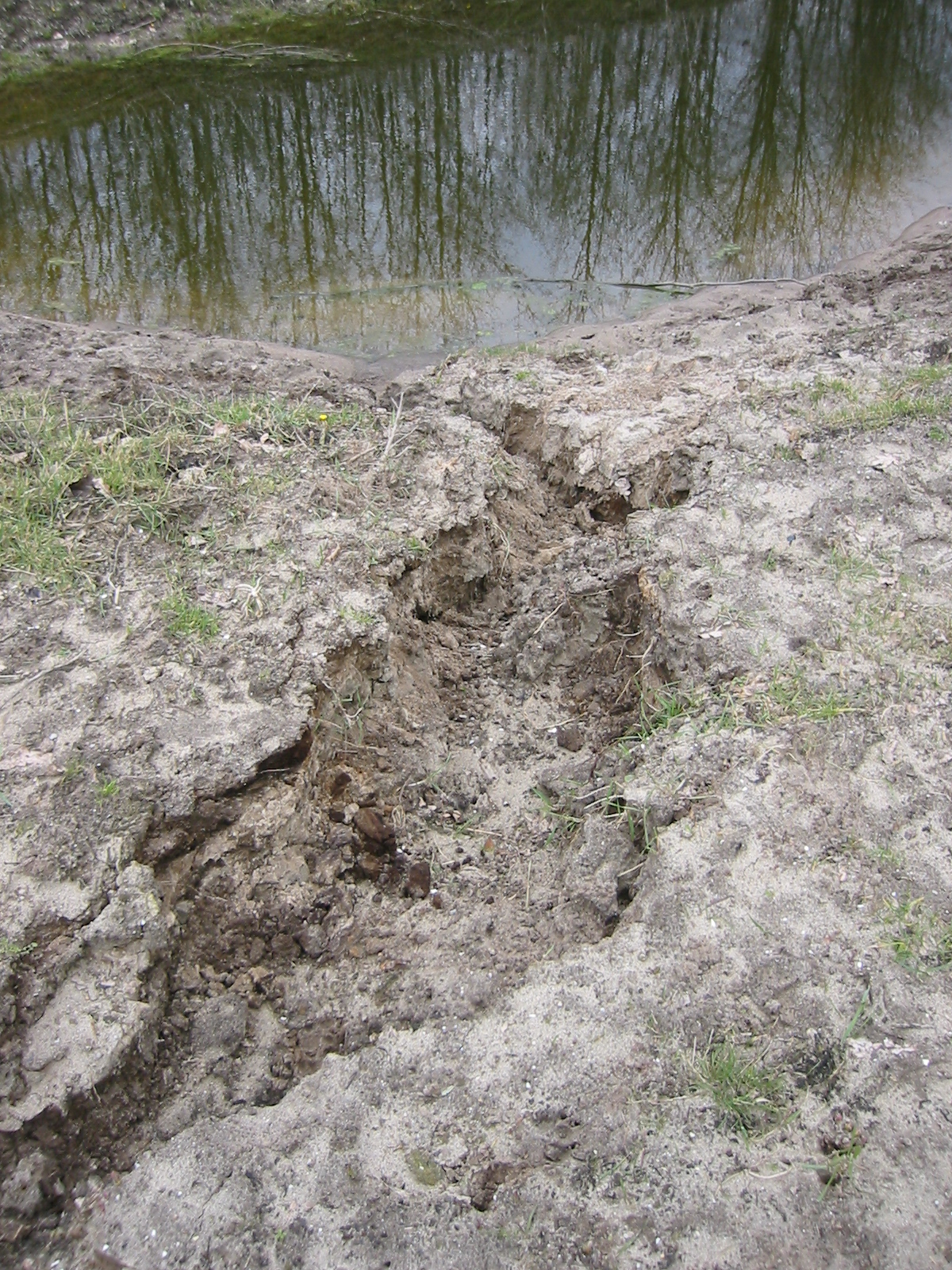
Erosie

Erosie is het proces van slijtage van een vast oppervlak waarbij materiaal wordt verplaatst of geheel verdwijnt. Op Aarde gebeurt erosie vooral door de werking van wind, stromend water, ijs, maar ook ongewonere vormen van erosie zijn mogelijk als gevolg van vulkanisme en inslagen. Erosie is een fenomeen met een natuurlijke oorzaak. Menselijke activiteiten kunnen het erosieproces versterken, bijvoorbeeld door het kappen van bossen en het kaal houden van de bodem door ploegen. 
Erosie moet niet verward worden met verwering. Het verschil tussen erosie en verwering is dat bij erosie de grond verplaatst wordt, terwijl bij verwering de grond wel in stukjes breekt (mechanische verwering) of chemisch verandert (chemische verwering) maar op dezelfde plaats blijft. Wel is het zo dat verweerde grond vaak makkelijker erodeert.

## Watererosie

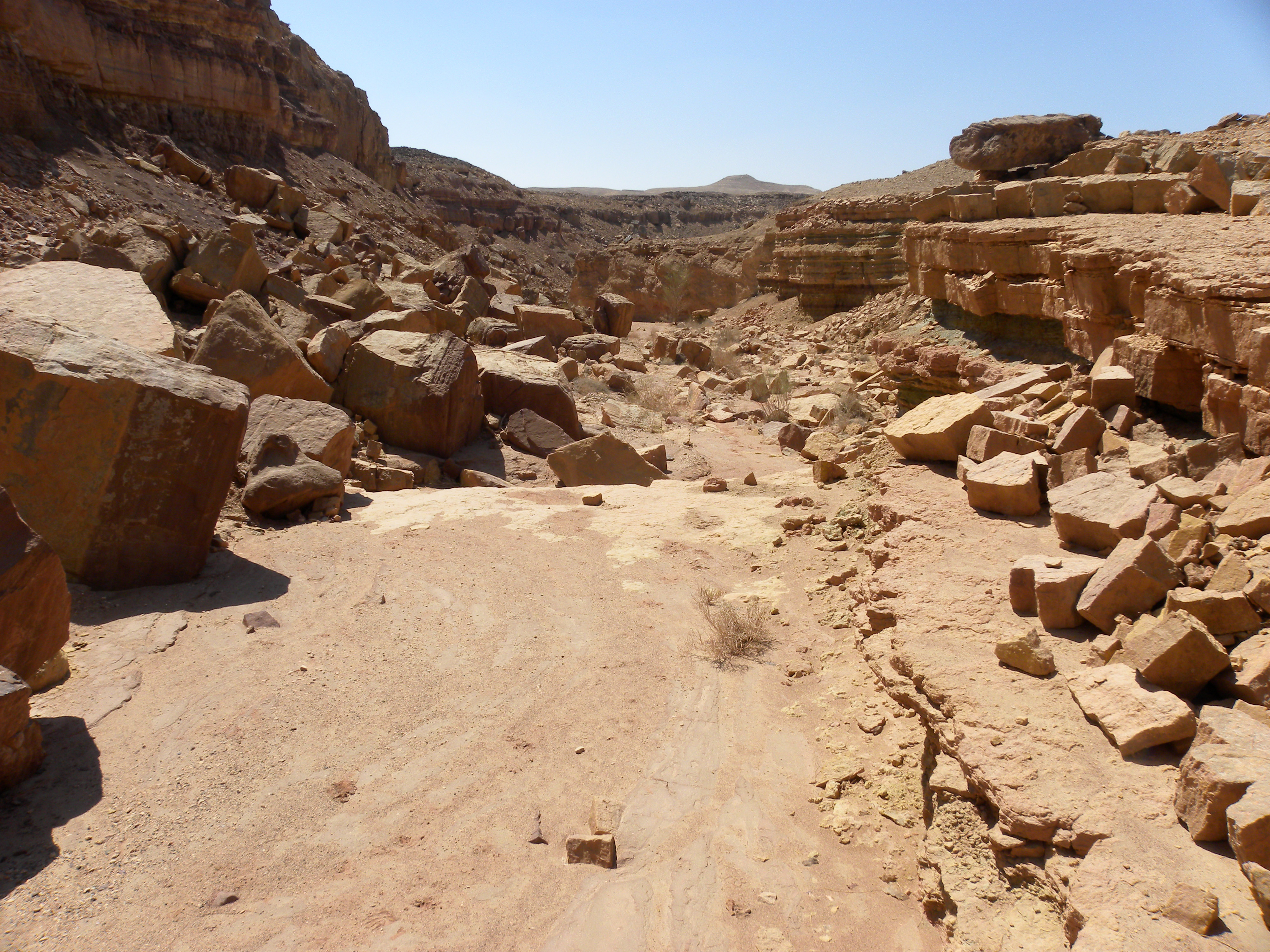
Wadi in Israël

Watererosie is een proces waarbij bodemdeeltjes door de impact van regendruppels en stromend water worden losgemaakt en getransporteerd, hetzij laagsgewijs over een grote oppervlakte, hetzij geconcentreerd in 'rills' of geulen. Dit leidt onder meer tot een afname van de bodemkwaliteit en -productiviteit, maar ook tot belangrijke schade door modderoverlast in stroomafwaarts gelegen (woon)gebieden. Wanneer kale aarde op een helling ligt, dan stroomt bij regenval grond met het water langs het oppervlak naar beneden. Dit geeft een verhoogde kans op aardverschuivingen. Watererosie geeft kenmerkende erosiegeulen. Een erosiegeul kan mansdiep zijn of nog dieper, en transporteert bij regenval grote hoeveelheden water en meegespoelde bodemdeeltjes naar een rivier of meer.
Door beplanting wordt de grond vastgehouden. Aangezien water langs plantenwortels beter in de grond kan infiltreren krijgt het ook minder kans om langs het oppervlak af te stromen.
Verticale rivierwerking is het proces van erosie en sedimentatie.

### Erosie bij rivieroevers
Met name in bochten kan  de stroomsnelheid van het water zo groot zijn dat zandige oever deeltjes uitgespoeld worden en door de stroming meegevoerd. Hierdoor wordt de rivierbocht wijder. Dit leidt tot een meanderende rivier. In bochten wordt de river door erosie in de buitenbocht dieper, terwijl de binnenbocht ondieper wordt.

### Erosie aan de kust
Door getijstromen kunnen er aan de kust vergelijkbare erosieprocessen optreden als bij een rivier. Maar door het effect van golven kan dit effect versterkt worden. Daarnaast geven scheef op de kust invallende golven ook een brandingsstroom die vaak tot erosie leidt. Duinafslag is een bijzondere vorm van kusterosie die optreedt bij stormen met een verhoogde waterstand op zee.

## Winderosie

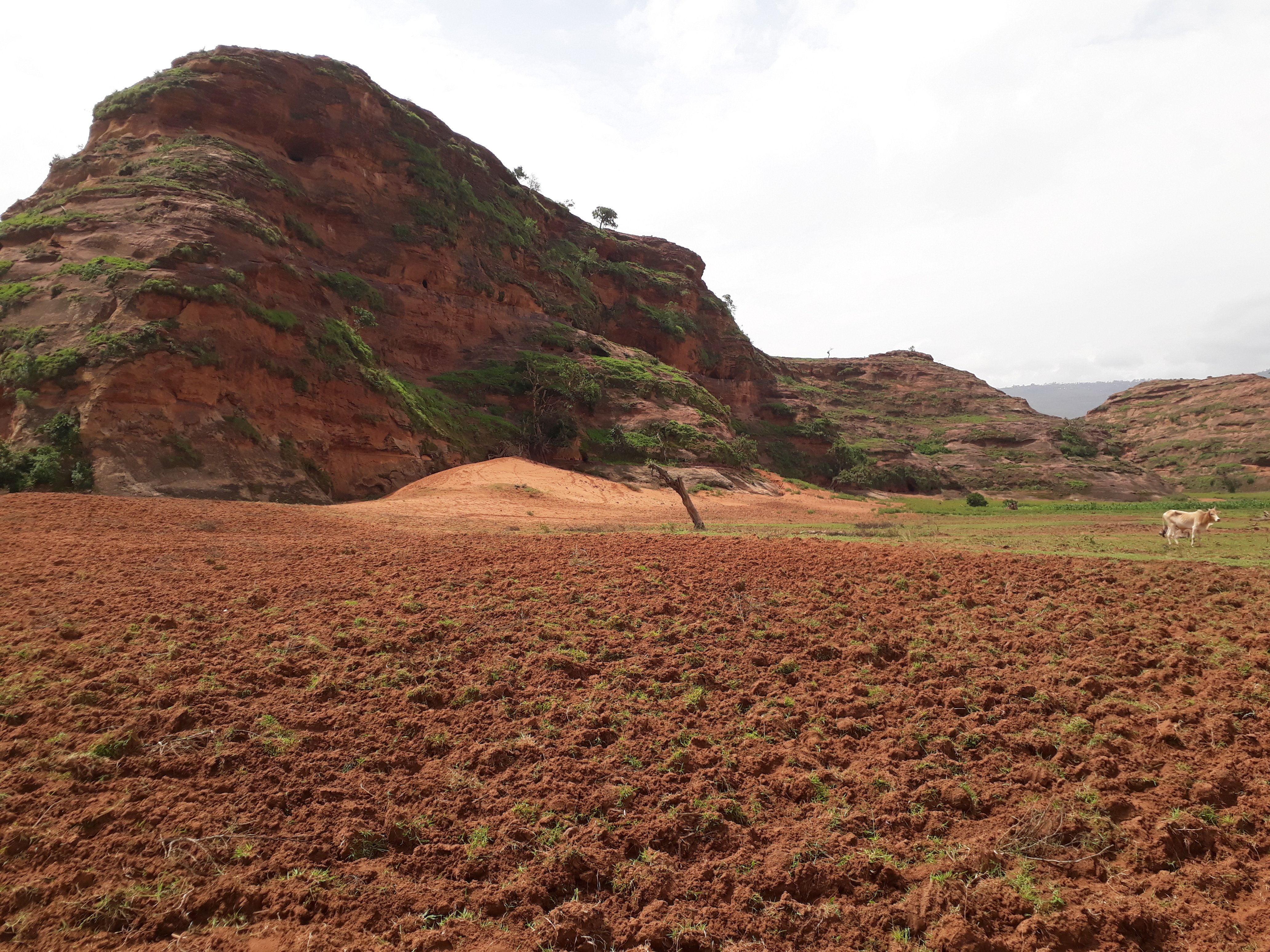
Eolische afzetting (duinvorming) in Addeha, Tigray, Ethiopië

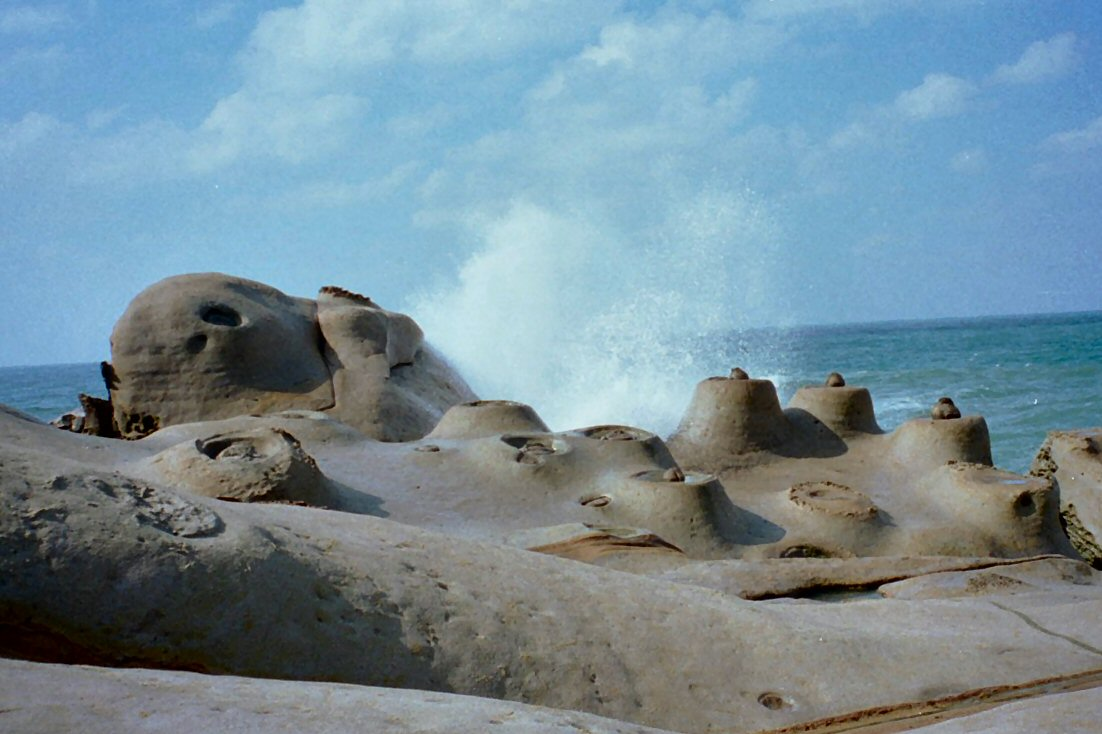
Erosie door water en wind bij Yehliu in Taiwan

Winderosie van de bodem vindt plaats als gevolg van de kracht van de wind, waarbij bodemdeeltjes door de wind worden meegenomen. Wanneer de toplaag van de bodem al verdwenen is, wordt de bodem gevoeliger voor verstuiving, waardoor een landschap kwetsbaarder wordt voor winderosie. Een door winderosie beïnvloed landschap, zoals een zandverstuiving, kan erg dynamisch zijn. In Nederland vindt de meeste winderosie plaats aan de kust (vorming van duinen), in droogtegevoelige veenbodems in de Veenkoloniën en in zandverstuivingen op de Veluwe, Noord-Brabant en Drenthe. Lössafzettingen vormen een voorbeeld van door wind getransporteerde en weer afgezette bodems en horen tot de eolisch afzettingen. Lössafzettingen komen voor door een groot deel van Europa en de Volksrepubliek China. Zelf zijn ze weer gevoelig voor verschillende vormen van erosie.
De combinatie van wind- en watererosie komt ook voor, met name langs de zeekusten. 

## Ploegerosie

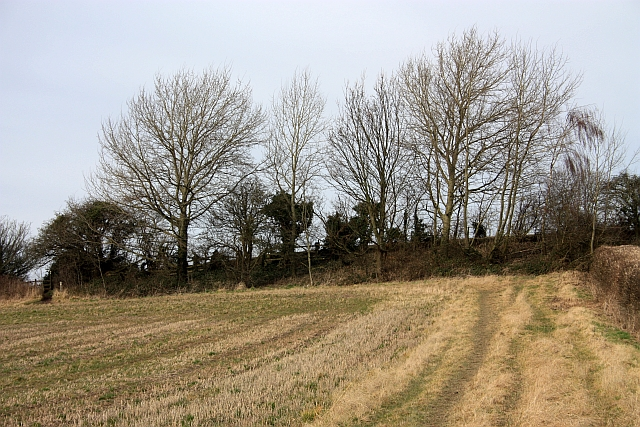
Ploegererosie

Ploegerosie ontstaat wanneer een akker op een helling geploegd wordt. Tijdens het ploegen zullen de bodemdeeltjes opgetild worden door de ploeg, om daarna terug te vallen. Bij dit terugvallen zullen de bodemdeeltjes door de zwaartekracht lager op de helling terechtkomen dan ze oorspronkelijk lagen. Deze vorm van erosie zorgt voornamelijk voor erosie bovenaan de akker, terwijl er onderaan de akker voornamelijk sedimentatie plaats heeft. Ook zullen convexiteiten en concaviteiten binnen in de akkers weggewerkt worden. Het belangrijkste gevolg is de afname van de bodemkwaliteit.
Om de ploegerosie tegen te gaan ploegen de meeste boeren tegenwoordig niet meer dwars op de hoogtelijnen maar evenwijdig eraan. Als dwars op de hoogtelijnen wordt geploegd kan het water gemakkelijk naar beneden stromen, waardoor de grond makkelijk weg kan spoelen. Wordt evenwijdig aan de hoogtelijnen geploegd, dan kan het water veel minder makkelijk naar beneden stromen en blijft erosie beperkt.

## Beheersmaatregelen

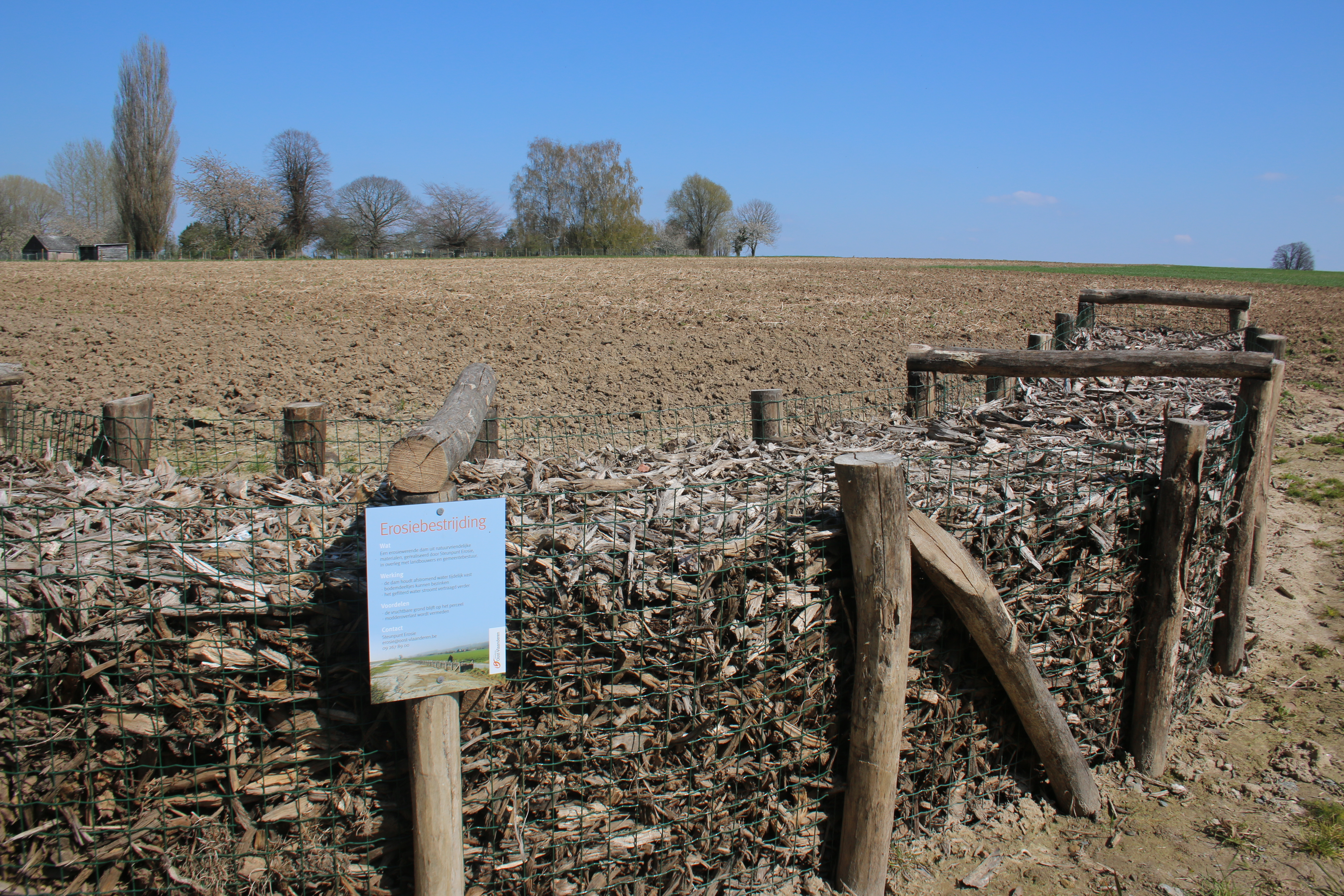
Erosiebestrijding in de Vlaamse Ardennen

Er zijn diverse beheersmaatregelen om erosie te voorkomen. Een belangrijke factor is het in stand houden van de begroeiing en het voorkomen van stromend water.
Beheersmaatregelen bij natuurlijke begroeiing:
- het niet in een keer rooien van een bosperceel
- op zeer steile heuvels en bergen, het aanplanten van bomen, alsook het reduceren van bomen tot hakhout: hierdoor valt de boom niet om, wat de daarbij behorende erosie voorkomt.

Wanneer op hellingen landbouw bedreven wordt, dan zijn de volgende beheersmaatregelen mogelijk:
- ploegen volgens de hoogtelijnen, dit veroorzaakt wel een hoger sproeistofverbruik wegens de gewijzigde druk op de linker of rechterkant van de sproei-installatie.
- voorkomen dat de bodem na het oogsten kaal blijft, zeker in de winter en tijdens de regenseizoenen. Dit kan door het gebruik van groenbemesting (bijvoorbeeld gele mosterd of lupine) en het laten staan van gewasresten.
- het bouwen van terrassen en dammetjes langs de hoogtelijnen om de grond en water vast te houden (bijvoorbeeld zoals bij sawahs).
- het plaatsen van stroken groen langs een hoogtelijn om de grond en het water op te vangen.
- overgaan tot "niet kerende" landbouw (dus niet ploegen), dit kan echter leiden tot een lagere opbrengst en hogere kosten voor onkruidbestrijding.
- het plaatsen van opvangbekkens waarin het water tot rust komt en de grond neerslaat.